# Ђенђеш
Ђенђеш (мађ. Gyöngyös) град је у Мађарској. Ђенђеш је други по величини град у оквиру жупаније Хевеш.
Град има 32.733 становника према подацима из 2008. године.

## Географија
Град Ђенђеш се налази у северном делу Мађарске. Од престонице Будимпеште град је удаљен 80 километара североисточно. Град се налази на северном ободу Панонске низије, испод највише мађарске планине Матра.

## Становништво
По процени из 2017. у граду је живело 29.576 становника.
| 1990.  | 2001.  | 2011.  | 2017.  |
| ------ | ------ | ------ | ------ |
| 36.451 | 33.041 | 31.421 | 29.576 |

## Срби у Ђенђешу
Жалила се православна општина Ђенђеш, на црквено-народном сабору 1790. године, да јој власт неда да цркву православну прави. Спахија такође неда да купе земљиште где ће бити црква. Са друге стране траже да православци дају бир и штолу римокатоличким свештеницима. Ђенђеш је у 19. веку био парохијска филијала православне парохије у Мишколцу. Ту је само две православне душе било, од којих је једна црквени тутор Ал. Ђурчик. Црквене православне матрикуле се налазе и воде у Јегри, при тамошњој православној цркви.
Епархијски референт Лукијан прегледао је парохијску филијалу Ђенђеш 1894. године. У свом извештају навео је непокретну имовину црквену: православна црква посвећена Св. Науму, парохијски дом, виноград једно кј. 657 кв хв. Кровови цркве и парохијског дома били у "рђавом стању", шиндра је сва иструла, па све прокишњава. Ваљало је те зграде поново покрити. зграде су биле од пожара осигуране. У парохијском дому је бесплатно становао Ал. Ђурчик. Он је узимао годишње 50 ф. од дућана у тој кући и 15 ф. од аренде за издату земљу. Постојао је још један стан у тој згради, састављен од собе и кујне, без патоса па га нико није хтео изнајмити у кирију. Тај стан је убрзо сређен, и издат у кирију од 1. јануара 1895. године за 40 ф. Било је у плану да се разреши тутор свих обавеза и то пребаци на парох из Мишколца поп Аурела.
Године 1897. угарско Министарство богочасти и јавне наставе доделило је припомоћ од 300 ф. за оправку православне цркве у Ђенђешу. Тамо је председник црквене општине био поп Аурел Моц.
Ђенђешу је 1880. године забележено да сва деца иду у школу.
За време Првог светског рата, октобра 1914. године било је много интернираних Срба. Тамо се нашао тада др Димитрије Антула, чиновник министарства народне привреде. Затим се одатле јављају и други интернирани Срби и Српкиње, разних занимања и узраста: Београђани - Софија Ђорђевић, београдски рабинер Игњат Шланг, Зорка Манојловић, затим троје Неготинских грађана - Мита Стојковић, апотекар Петер Бан и Мила Благојевић, те Милева Крстић из Обреновца, Драгутин Илић судија из Зајечара, др Милан Орељ адвокат из Шапца, и Петар Јокић рентијер из Београда. Интернирани записани новембра 1914. године у Ђенђешу били су још: Таса Миленковић пензионер, др Љуба Ненадовић лекар из Београда, Сава Миленковић пензинер, Жива Лазић и госпођа Вагнер. Тамо је била у ропству и Вукосава Томић која се вратила кући јула 1915. године.
На прагу 21. века на римокатоличком гробљу у месту, постоји православна парцела. После санације остало је шест старих споменика из 1794, 1795. и 1800. године, а епитафи су на грчком и мађарском језику.

## Градови побратими
- Шуша, Азербејџан[7]
- Таргу Секујеск, Румунија
- Пијексемеки, Финска
- Рингстед, Данска
- Целтвег, Аустрија
- Санок, Пољска
- Жетисај, Казахстан

## Галерија
- Градска гимназија
- Велелепна синагога у Ђенђешу
- Римокатоличка црква св. Берталана
- Водоторањ